# Классификация самолётов по конструктивным признакам и силовой установке
Классификация самолётов может быть дана по различным признакам — по назначению, по конструктивным признакам, по типу двигателей, по лётно-техническим параметрам и т. д. (см. также Классификация самолётов). Ниже приводится развёрнутая классификация самолётов по конструктивным признакам и по силовой установке.

## Классификация самолётов по конструктивным признакам по И. Г. Житомирскому

### По аэродинамической схеме
- Нормальная
- «Бесхвостка»
- «Утка»
- «Летающее крыло»
- Продольный триплан (с передним и хвостовым горизонтальным оперением)[источник не указан 2991 день]
- Тандем (два крыла расположено друг за другом)[источник не указан 2991 день]
- Конвертируемая (Ту-144)

### По типу и количествукрыльев

#### По количеству крыльев
- Моноплан
- Биплан
  - Полутораплан (биплан, площадь нижнего крыла которого значительно меньше, чем верхнего, обычно в 1,5—2 раза [1]).
- Триплан
- Мультиплан

#### По расположению крыла (для монопланов)
- Низкоплан
- Среднеплан
- Высокоплан
- Парасоль
- Чайка

#### По внешнему набору крыла (для монопланов)
- Свободнонесущий
- Подкосный моноплан
- Расчалочный моноплан

#### По внешнему набору крыла (для бипланов, трипланов и полипланов)
- Свободнонесущий
- Стоечный
- Расчалочно-стоечный
- Подкосный
- Подкосно-стоечный

#### По форме крыла в плане
- Прямоугольное (постоянной хорды)
- Эллиптическое
- Трапециевидное
- Параболическое
- Круглое
- Треугольное
- Треугольное с наплывом
- Оживальное
- Кольцевое

#### По типу стреловидности крыла
- Прямое (угол стреловидности 0 град.)
- Прямой стреловидности
- Обратной стреловидности
- Переменной стреловидности
- Изменяемой в полете стреловидности

#### Особые типы крыльев
- Арочное (Антонов «Изделие 181»)

### По хвостовому оперению
- Нормальное (1 киль и горизонтальное оперение, далее ГО)
  - ГО на фюзеляже
  - ГО на середине киля
  - Т-образное (ГО на конце киля)
- Крестообразное
- Двухкилевое
  - разнесённое двухкилевое
  - П-образное
  - двухбалочное
- V-образное
- Y-образное
- Коробчатое
- Многокилевое

### По конструкциифюзеляжа
- Однофюзеляжный (нормальный)
- Гондола (бесфюзеляжный)
- Ферменный с гондолой
- Двухбалочный с гондолой
- Двухфюзеляжный
- Лодка
- Несущий фюзеляж

### По типу и расположению опор шасси

#### По расположению опор шасси
- Одноопорный (применяется на планерах и гидросамолётах)
- Двухопорный (велосипедный)
- Трёхопорный
  - с хвостовой опорой
  - с носовой опорой
- Четырёхопорный
- Многоопорный

#### По типу опорных элементов
- Колёсный
- Лыжный
- Колёсно-лыжный
- Чашечный
- Гусеничный
- Воздушная подушка

Гидросамолёты и Гидропланы:
- Поплавковый
  - летающая подлодка
- Поплавково-колёсный (амфибия)

## Классификация самолётов по силовой установке

### По типу двигателей
- мускульные
- паровые
- поршневые (внутреннего сгорания, в том числе дизельные)
- Воздушно-реактивные (ВРД)
  - Прямоточные воздушно-реактивные (ПВРД)
  - Пульсирующие воздушно-реактивные (ПуВРД)
  - Турбореактивные (ТРД/ТРДФ)
    - Турбовинтовые (ТВД)
    - Турбовальные двигатели (ТВаД)(Ан-140)
    - Турбореактивные(TРД)
    - Турбореактивные двухконтурные (ТРДД)
      - Турбовентиляторные (ТВлД)
      - Турбовинтовентиляторные (ТВВД)
- Ракетные
  - Жидкостные (ЖРД)
  - Твердотопливные (РДТТ)
- Ядерные (ЯРД)
- Электрические
- Комбинированные

### по числудвигателей
- бездвигательные ( планеры)
- однодвигательные (Ан-2, U-2, см. Категория:Однодвигательные реактивные самолёты)
- двухдвигательные (Twinjet[англ.]; Ан-24, Боинг 737, см. Категория:Двухдвигательные реактивные самолёты)
- трёхдвигательные (Trijet[англ.]; Як-42, DC-10, см. Категория:Трёхдвигательные реактивные самолёты)
- четырёхдвигательные (Four-engined jet aircraft[англ.]; Boeing 747, Ан-124 «Руслан», P-3 Orion, см. Категория:Четырёхдвигательные реактивные самолёты)
- пятидвигательные (АНТ-14, He-111Z)
- шестидвигательные (Ан-225 Мрия)
- семидвигательные (К-7)
- восьмидвигательные (АНТ-20, Boeing B-52)
- десятидвигательные (Convair B-36J)
- двенадцатидвигательные (Dornier Do X).

### по расположению двигателей

#### вфюзеляже
- в носовой части (отсеке)
- в средней части 
  - над фюзеляжем
  - под фюзеляжем
- в хвостовой части (отсеке)
  - в хвостовой части по бортам фюзеляжа и в отсеке
  - в хвостовой части по бортам фюзеляжа
  - в хвостовой части сверху фюзеляжа

#### в или накрыле
- в корне крыла
- в средней части крыла
- на законцовках крыла

- над крылом
  - на пилонах над крылом
- под крылом
  - на пилонах под крылом